# Pierre Jonquères d’Oriola
Pierre Jonquères d’Oriola (ur. 1 lutego 1920 w Corneilla-del-Vercol, zm. 19 lipca 2011 tamże) – francuski jeździec sportowy. Wielokrotny medalista olimpijski.
Startował w konkurencji skoków przez przeszkody. Olimpijczyk, dwukrotnie - podczas IO 52 i IO 64 - zdobywał tytuły indywidualnego mistrza olimpijskiego. Także dwukrotnie wywalczył srebrne książki w drużynie. Trzy raz stawał na podium mistrzostw świata, a w 1966 został indywidualnym mistrzem świata.
Jego kuzynem był słynny szermierz Christian d’Oriola.

## Starty olimpijskie (medale)
Helsinki 1952
- konkurs indywidualny (na koniu Ali Baba) – złoto

Tokio 1964
- konkurs indywidualny (Lutteur B) – złoto
- konkurs drużynowy (Lutteur B) – srebro

Meksyk 1968
- konkurs drużynowy (Nagir) – srebro